# لي لين
لي لين (بالصينية: 李林 ؛ ولدت في 31 تشرين الأول 1923 - 31 ايار 2003) عالمة فيزياء صينية. قدمت إسهامات مهمة في برامج التعدين والطاقة النووية عالية الموصلية في الصين، وانتخبت كأكاديمية في أكاديمية العلوم الصينية في عام 1980. كان والدها لي سيجوانغ وزوجته تشن لو تسو من العلماء والأكاديميين البارزين.

## حياتها المبكرة والتعليم
ولدت لي لين في شيزي في بكين في 31 تشرين الأول 1923 وعاشت في منزل أجدادها في هوانغقانغ، مقاطعة هوبي حيث كان والدها لي سيغوانغ عالم جيولوجيا وأستاذًا في جامعة بكين وكانت والدتها شو شوبين عازفة بيانو ومدرسة. كان والدها منحدرًا من أصول مغولية فقد كان جده متسولًا منغوليا هاجر إلى هوبي بحثًا عن مصدر رزق أفضل وكان لعائلتها في الأصل اللقب المغوليKuli  أوKu.
من 1934 إلى 1936، عاشت في إنجلترا حيث كان والدها يدرس وبعد اندلاع الحرب الصينية اليابانية الثانية في عام 1937 لجأت عائلتها إلى شنغهاي ثم إلى قويلين  قوانغشي والتي كانت خالية من الاحتلال الياباني.
في قويلين، غيرت اسمها إلى Li Lin  وارتادت جامعة جوانقكسي وتخرجت في عام 1944 بشهادة في الميكانيكا ثم عملت في معهد الطيران في تشنغدو وبمساعدة جوزيف نيدهام حصلت على منحة من المجلس الثقافي البريطاني للدراسة في جامعة برمنغهام في عام 1946.
بعد حصولها على درجة الماجستير في عام 1948 واصلت دراستها في قسم علم المعادن بجامعة كامبريدج حيث التقت وتزوجت من العالم الصيني تشن لو تسو وأصبحت معروفة أيضًا باسم آنا تسو .

## الحياة المهنية
بعد أن حصل كلاهما على درجة الدكتوراه في عام 1951 عاد لي وتسو إلى جمهورية الصين الشعبية المنشأة حديثًا حيث عمل لي في معهد شنغهاي للمعادن وتسو في معهد شنغهاي للفيزيولوجيا والكيمياء الحيوية وكلاهما ضمن الأكاديمية الصينية للعلوم. ثم فازت هي وزملاؤها بجائزة عن أبحاثهم في الجرافيت الكروي في عام 1956[5]. وفي هذا العام نفسه قام الفيزيائي النووي تشيان سان تشيانغ بتجنيد لي للعمل في برنامج الطاقة النووية لصيني وذلك بعد الانتهاء من مشروع مفاعل الماء الثقيل لها، ثم نُقلت في عام 1958 إلى معهد الفيزياء التابع للرابطة في بكين حيث قضت السنوات الـ 14 التالية في العمل في البرنامج النووي وفي عام 1972 أو 1973 نقلت مرة أخرى إلى معهد فيزياء الطاقة العالية للعمل على الموصلية الفائقة عالية الحرارة  وانتخبت لي كأكاديمية في أكاديمية العلوم الصينية في عام 1980 وفازت بجائزة الدولة للعلوم والتقدم التكنولوجي (الدرجة الأولى) في عام 1992 لمساهمتها في البحث في الموصلية الفائقة. كما أشرفت على العشرات من طلاب الدراسات العليا ونشرت أكثر من 100 ورقة بحثية.

## حياتها الشخصية
تزوجت لي من تشن لو تسو (زو تشينغلو)  وهو زميل صيني لها في كامبريدج في عام 1948. كان والدها لي سيغوانغ في إنجلترا للإشراف على حفل زفافهما إذ استذكرت تسو في وقت لاحق سنوات كامبريدج باعتبارها أفضل وقت للعائلة. ولدت ابنتهما الجيولوجية زو تسونغ بينغ.في الخمسينيات في الصين وأصبحت تسونغ عالمة كيميائية بارزة انتُخبت أيضًا أكاديمية في الأكاديمية الصينية للعلوم، ما جعل عائلة Li-Tsou الوحيدة في الصين التي أنتجت ثلاثة أكاديميين.
توفيت لي لين في 31 مايو 2003 عن عمر يناهز 79 عامًا.